# Province de Hesse

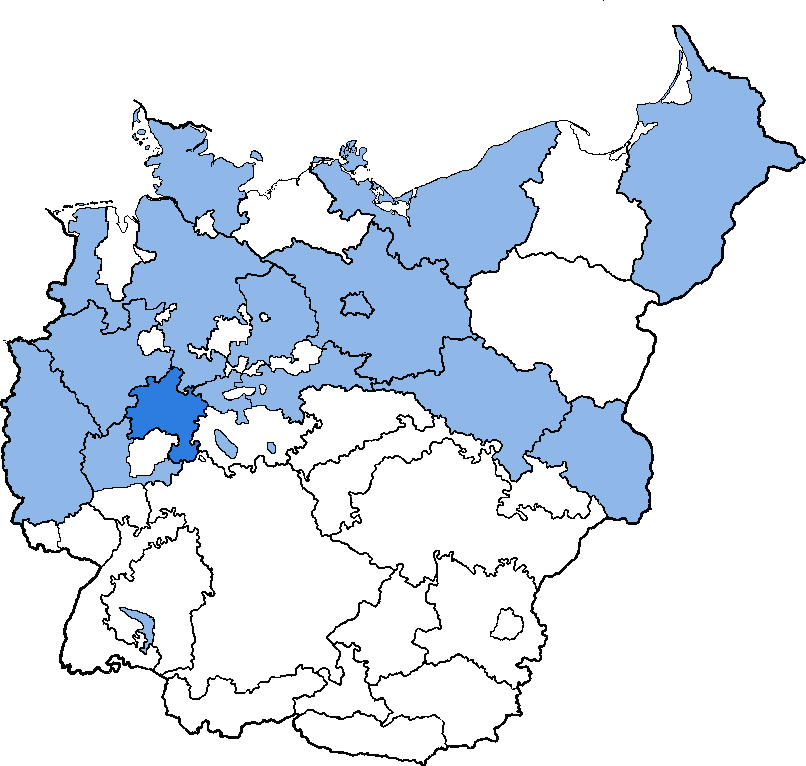
La province de Hesse électorale (en bleu foncé) au sein de l'État libre de Prusse (en bleu clair).

La province de Hesse (en allemand Provinz Kurhessen, littéralement Hesse électorale) est une province éphémère de l'État libre de Prusse à la fin du Troisième Reich. Elle avait pour capitale la ville de Cassel.
Elle fut créée le 1er avril 1944 à partir de la scission en deux de la province de Hesse-Nassau, dont elle constituait la partie septentrionale (le sud devenant la province de Nassau). Son territoire correspondait approximativement à celui de l'électorat de Hesse-Cassel.
Le 19 septembre 1945, elle constitua une subdivision administrative de la Grande-Hesse (futur Land de Hesse).